# Kim Kun-woo
Dans ce nom, le nom de famille précède le nom personnel.
Kim Kun-woo (né le 29 février 1980) est un athlète sud-coréen, spécialiste du décathlon.

## Biographie
Champion national de Corée en 2006 et 2010, il détient un record de 7 824 points obtenu à Gongju le 26 mai 2006.
Il a participé aux Championnats du monde 2007 à Osaka (21e) et à ceux de Daegu. Il a remporté la médaille d'argent aux seizièmes Championnats d'Asie à Incheon en 2005 et a terminé cinquième à ceux de Amman le 28 juillet 2007. En 2010, il remporte la médaille d'argent lors des Jeux asiatiques en 7 808 points derrière Dmitriy Karpov. Il avait obtenu une médaille de bronze en 2006 à Doha, toujours derrière Karpov et Vitaliy Smirnov.
Aux mondiaux de Daegu 2011, il bat le record national de Corée du Sud en 7 860 points, avec les épreuves suivantes :
- 11 s 11
- 7,24 m
- 12 s 96
- 1,96 m
- 49 s 24
- 14,95 m
- 39,53 m
- 4,90 m
- 53,33 m
- 4 min 15 s 63, course dans laquelle il termine 2e.

### Palmarès
| Date | Compétition             | Lieu     | Résultat | Performance |
| ---- | ----------------------- | -------- | -------- | ----------- |
| 2000 | Championnats d'Asie     | Djakarta | 2e       | 7 031 pts   |
| 2005 | Championnats d'Asie     | Incheon  | 2e       | 7 694 pts   |
| 2005 | Jeux de l'Asie de l'Est | Macao    | 1er      | 7 754 pts   |
| 2006 | Jeux asiatiques         | Doha     | 3e       | 7 665 pts   |
| 2010 | Jeux asiatiques         | Canton   | 2e       | 7 808 pts   |

## Records

### Records personnels
| Épreuve           | Performance    | Lieu      | Date               |
| ----------------- | -------------- | --------- | ------------------ |
| 100 m             | 11 s 05        | Guangzhou | 24 novembre 2010   |
| Saut en longueur  | 7,45 m         | Daegu     | 28 août 2003       |
| Lancer du poids   | 17,20 m        | Sydney    | 9 mars 2002        |
| Saut en hauteur   | 2,03 m         | Busan     | 9 octobre 2002     |
| 400 m             | 48 s 21        | Taebaek   | 17 août 2010       |
| 110 m haies       | 14 s 89        | Osaka     | 1er septembre 2007 |
| Lancer du disque  | 47,32 m        | Andong    | 17 avril 2007      |
| Saut à la perche  | 4,90 m         | Gwangju   | 11 octobre 2007    |
| Lancer du javelot | 53,33 m        | Daegu     | 28 août 2011       |
| 1 500 m           | 4 min 8 s 63   | Incheon   | 4 septembre 2005   |
| Décathlon         | 7 860 pts (NR) | Daegu     | 28 août 2011       |

### Meilleures performances par année
| Année | Points    | Date             | Lieu      | Rang |
| ----- | --------- | ---------------- | --------- | ---- |
| 2000  | 7 031 pts | 31 août 2000     | Jakarta   | -    |
| 2001  | 7 304 pts | 11 octobre 2001  | Chunan    | 321  |
| 2002  | 7 464 pts | 10 octobre 2002  | Busan     | 218  |
| 2003  | 7 675 pts | 29 août 2003     | Daegu     | 113  |
| 2004  | 7 383 pts | 10 octobre 2004  | Chungbuk  | 268  |
| 2005  | 7 774 pts | 3 juin 2005      | Daegu     | 95   |
| 2006  | 7 824 pts | 26 mai 2006      | Gongju    | 79   |
| 2007  | 7 609 pts | 11 octobre 2007  | Gwangju   | 171  |
| 2008  | -         | -                | -         | -    |
| 2009  | 7 357 pts | 5 juin 2009      | Daegu     | 308  |
| 2010  | 7 808 pts | 25 novembre 2010 | Guangzhou | 85   |
| 2011  | 7 860 pts | 28 août 2011     | Daegu     | 99   |
| 2012  | 7 769 pts | 20 juin 2012     | Changwon  | 128  |
| 2013  | 7 395 pts | 3 mai 2013       | Ansan     | 261  |
| 2014  | 7 535 pts | 31 octobre 2014  | Jeonju    | 189  |
| 2015  | 7 062 pts | 29 juin 2015     | Mungyeong | 471  |
| 2016  | -         | -                | -         | -    |
| 2017  | 7 317 pts | 24 octobre 2017  | Cheongju  | 363  |